# Saint-Grégoire (Tarn)
Saint-Grégoire é uma comuna francesa na região administrativa da Occitânia, no departamento de Tarn. Estende-se por uma área de 12.75 km², e possui 460 habitantes, segundo o censo de 2018, com uma densidade de 36 hab/km².